# Diplacrum mitracarpoides
Diplacrum mitracarpoides är en halvgräsart som först beskrevs av Paul Carpenter Standley och Louis Otho Otto Williams, och fick sitt nu gällande namn av Charles Dennis Adams. Diplacrum mitracarpoides ingår i släktet Diplacrum och familjen halvgräs. Inga underarter finns listade i Catalogue of Life.